# Andrew Wommack
Andrew Wommack (Marshall, 1949. április 30. –) evangéliumi gyülekezeti pásztor és televíziós evangélista. 

## Élete
1969-ben kezdett prédikálni. 1972-ben vette el Jamie nevű feleségét. A következő hat év során három kis gyülekezetet vezettek, és két fiuk született: Joshua és Jonathan Peter. 1976-ban Andrew elkezdte vezetni első rádióműsorát, az „Evangéliumi igazságok” címűt, egy kis állomáson Childressben, Texas államban. 1978-ban megalapították az Andrew Wommack Szolgálatot (Andrew Wommack Ministries), és 1980-ban Coloradóba költöztek. Néhány hónapot leszámítva Andrew azóta is folytatja műsorát. 2000 januárjában elindította az „Evangéliumi igazságok” című televíziós műsort az INSP hálózaton. A program széles körben elterjedt, és bekerült az amerikai DayStar Network, The Church Channel, CTN Christian Television Network, valamint az európai és világszerte sugárzó GOD TV hálózatába. Ugyanezt a műsort a Trinity Broadcasting Networkön is vezeti.

## Charis Bibliaiskola
A Charis Bibliaiskola (CBC) egy nem akkreditált bibliaiskola, amely 1994-ben nyílt meg. 1996-ban az első 33 diák végzett az iskolában. Az intézményben elsősorban a spirituális fejlődésre és a hit megerősítésére helyezik a hangsúlyt. A Colorado állambeli Woodland Parkban több mint 850 diák tanul, és további mintegy 5000-en vesznek részt online vagy levelező képzéseken. 1997-ben a Charis Bibliaiskolát Angliában, Walsallban is megalapították. Azóta fiókiskolák nyíltak Oroszországban, Észak-Írországban, Belize-ben, Indiában, Hollandiában, Németországban, Olaszországban, Magyarországon, Dél-Afrikában és Ugandában.
A Charis Bibliaiskola 1995 óta működik Magyarországon.